# AFI 장편 영화 목록
AFI 장편 영화 목록(AFI Catalog of Feature Films)은 미국 영화 연구소에서 진행 중인 프로젝트로, 상업적으로 만들어진 모든 미국 영화들을 분류하는 것이다. 처음에는 미국 영화 연구소에서 "미국 영화 연구소의 장편 영화 목록(The American Film Institute Catalog of Motion Pictures)"이라는 이름으로 책으로 발간하다가, 온라인 데이터베이스로 넘어오게 되었다. AFI 목록(AFI Catalog)라고도 한다.
영화마다 있는 각 항목에는 일반적으로 영화의 제목, 설명, 제작사와 배급사, 제작 날짜와 개봉일, 크레딧, 줄거리 요약 등이 포함되며, 배우나 감독, 편집자와 같은 사람과 제작사와 배급사, 개봉 연도와 같은 주제로 나누었다.
AFI 장편 영화 목록에 들기 위해서는 미국 회사에서 상업적인 목적을 위해 만들어졌으며, 35mm 필름 이상의 게이지로 최소 40분 이상의 상영 시간을 가져야 한다.

## 같이 보기
- 크라이테리언 컬렉션
- 인터넷 영화 데이터베이스